# Orde van Sint-Johannes de Doper
De Orde van Sint-Johannes de Doper (Voluit "Orde van Sint-Johannes van het Lateraan van de Doper in Jeruzalem") is een voormalige pauselijke onderscheiding. De ridderorde werd door Paus Pius IV in 1560 ingesteld en werd voor het laatst toegekend aan het begin van de 19e eeuw.
Het kleinood was een rood geëmailleerd gouden kruis met acht punten en gouden lelies in de armen.
Op het kruis was een blauw medaillon gelegd met de gouden afbeelding van Johannes de Doper en de tekst "PRÆMIUM VIRTUTI PIETATI" (Latijn:" beloning voor de verdienstelijke gelovigen"). Op de keerzijde staat "ORDINE INSTITUTIO MDLX" rond het Pauselijk wapen met de gekruiste sleutels van de Heilige Petrus.
Het lint was zwart en werd in het knoopsgat, dat wil zeggen op de linkerborst, gedragen.
Er bestaat ook een pseudo-orde onder de naam Souvereine Orde van Sint-Johannes van Jeruzalem.